# شیطان کوچک‌تر (فیلم ۱۹۹۸)
شیطان کوچک‌تر (به انگلیسی: The Lesser Evil) فیلمی محصول سال ۱۹۹۸ و به کارگردانی تونی دیوید مک‌کی است. در این فیلم بازیگرانی همچون دیوید پیمر، تونی گلدوین، آرلیس هاوارد، کلم فیور، استیون پترارکا، آدام اسکات، جاناتان اسکارفی، مارک وردن، جک کهلر و میسون آدامز ایفای نقش کرده‌اند.